# Gelbgrüne Zornnatter

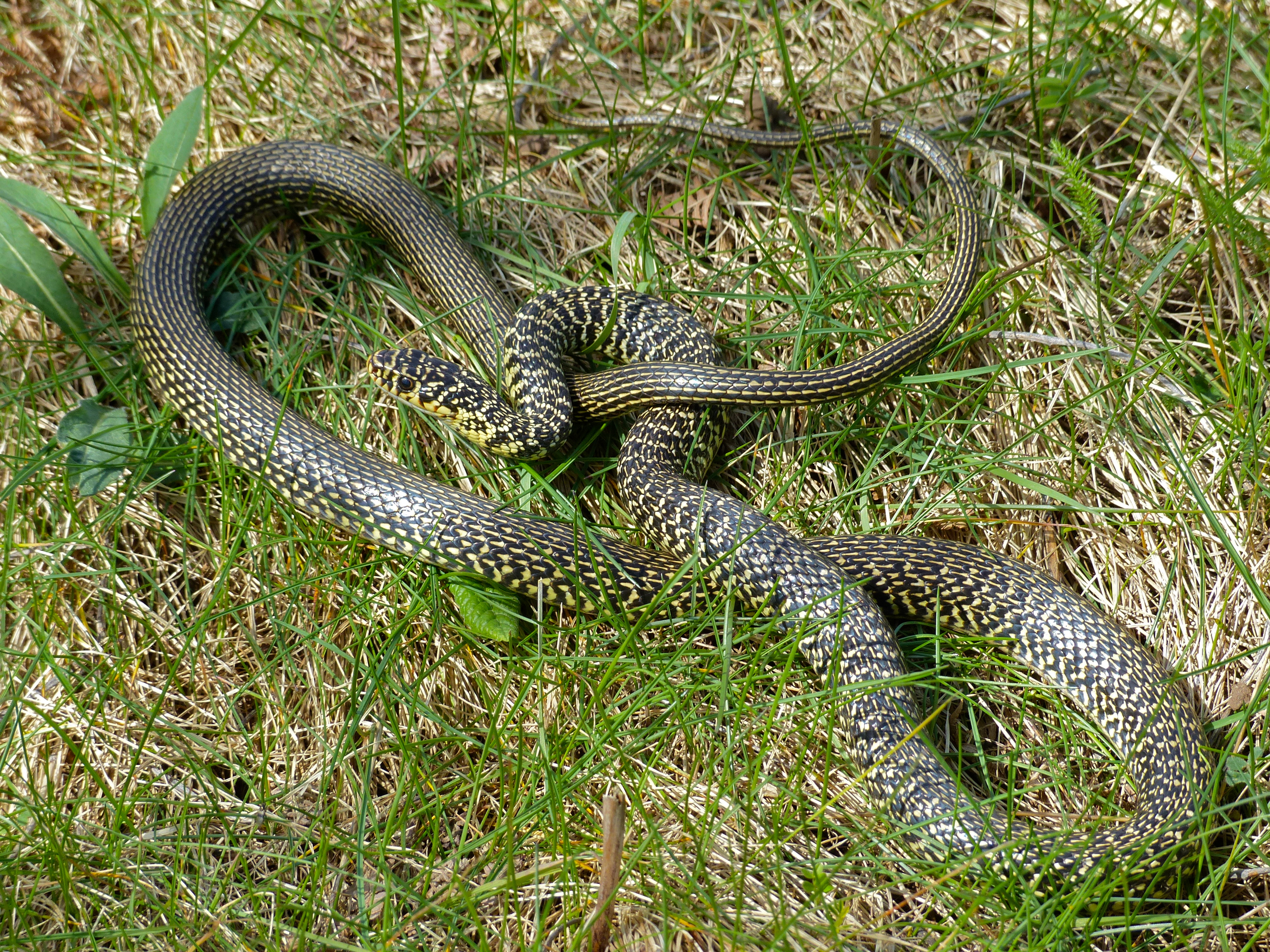
Individuum bei Les Rives (Südfrankreich)

Die Gelbgrüne Zornnatter (Hierophis viridiflavus, Syn.: Coluber viridiflavus) ist eine ungiftige Schlange aus der Familie der Nattern. Ihren Namen hat sie daher, dass sie zubeißt, wenn sie gefangen wird, wobei sie nach dem Zubeißen nicht sofort loslässt, sondern eine Art Kaubewegung macht. Ebenso entleert sie ihren Darm und die Afterdrüsen als Abwehrreaktion.

## Merkmale

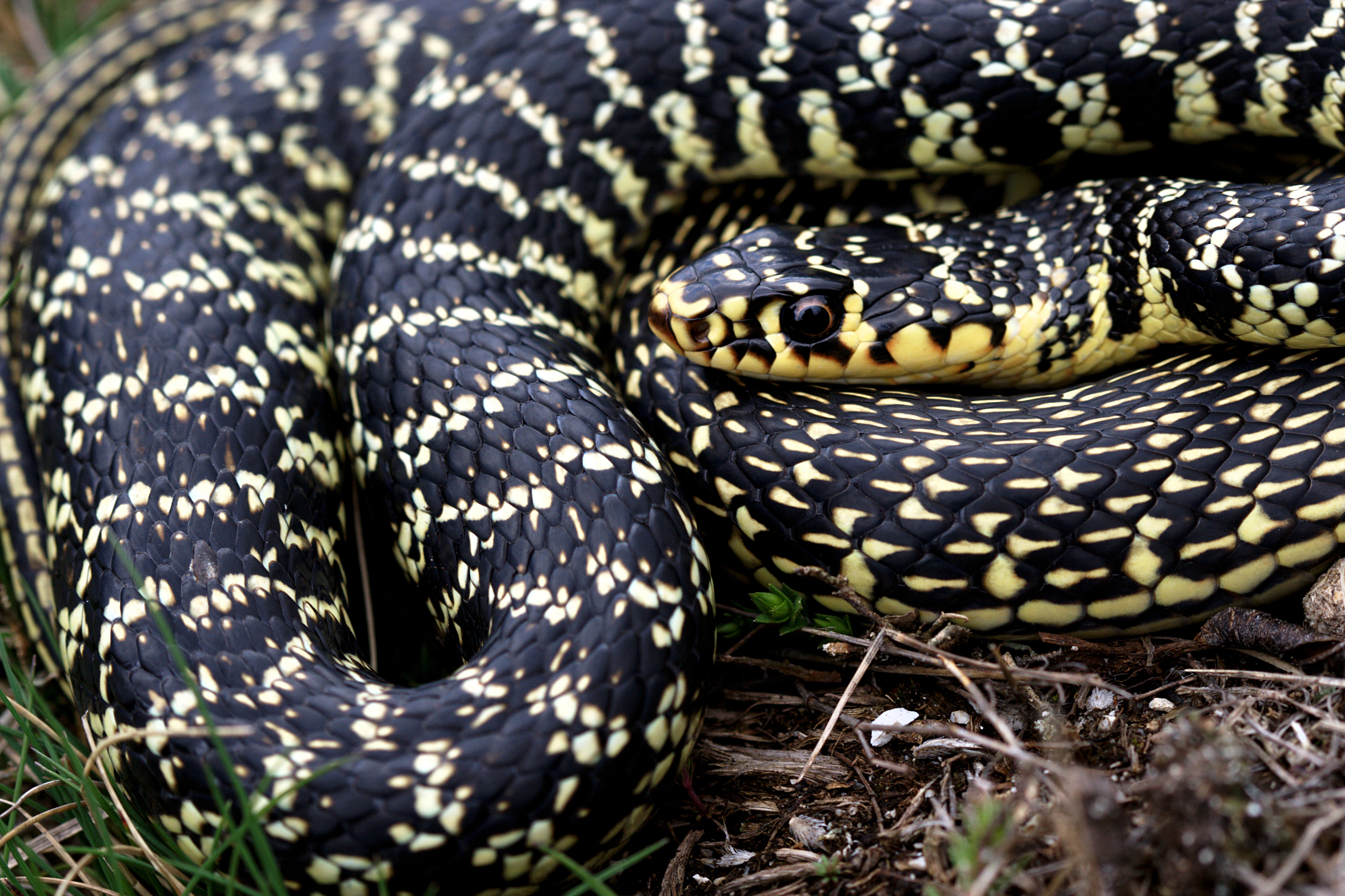
Gelbgrüne Zornnatter aus Mittelitalien

Der Kopf der relativ schlanken Schlange ist für eine Natter deutlich vom Körper abgesetzt, die Pupillen sind rund und die Schuppen glatt. Ihre Länge beträgt im Mittel um 120–150 Zentimeter, kann aber auch 180 Zentimeter erreichen, wobei Weibchen durchweg kleiner sind als Männchen. Die Schlangen können in freier Wildbahn über 30 Jahre alt werden, wobei im Durchschnitt Männchen etwas älter werden. Der Größenunterschied zwischen Männchen und Weibchen kann demnach einerseits durch die höhere Lebenserwartung erklärt werden – wie alle Schlangen wächst auch die Gelbgrüne Zornnatter ein Leben lang – andererseits werden die Männchen tendenziell etwas später geschlechtsreif, weshalb sie längere Zeit alle Energie in Wachstum umsetzen können. Erwachsene Tiere, die einen erheblichen Teil ihrer Energie für die Fortpflanzung aufwenden, wachsen nicht mehr so schnell wie Jungtiere.

### Färbung
Der Rücken der Gelbgrünen Zornnatter ist blauschwarz mit gelben Flecken, die nach vorne zu dünnen Querstreifen zusammenfließen können. Zum Schwanzende hin sind die gelben Flecken in Längsstreifen angeordnet. Die Unterseite ist grau bis gelblich, selten rötlich und manchmal mit schwarzen Punkten. Der Kopf ist schwarz und gelb gesprenkelt.
Neben dieser namensgebenden Färbung treten auch Melanismus und Abundismus auf. Melanistische, also vollständig schwarze Tiere kommen vermehrt in Nordostitalien, in Süditalien und auf Sizilien vor; im alpinen Bereich sind sie häufig. Während melanistische Tiere durch Predatoren leichter entdeckt werden können, könnten in diesen Gebieten die Vorteile wie eine effizientere Wärmeaufnahme beim Sonnenbaden überwiegen. Abundistische Tiere sind nicht vollständig schwarz, haben jedoch erheblich mehr dunklere Stellen als die üblichen, gelbgrünen Tiere. Auf Korsika, Sardinien und dem Toskanischen Archipel tritt diese Farbvariante mehrheitlich auf, selten ist sie im Nordosten und Süden Italiens.
Jungtiere sind oliv bis hellgrau, der Rücken ist vorn mit etwas dunkleren, rötlichbraunen Flecken bedeckt, die gegen den Schwanz hin eine blassere Färbung annehmen. Die adulte Färbung wird ungefähr im vierten Lebensjahr erreicht.

### Beschuppung
Die Schuppen sind ungekielt. An der Körpermitte hat die Gelbgrüne Zornnatter meist 19 Rückenschuppenreihen, in seltenen Fällen 17 oder 21. Männchen haben zwischen 187 und 212 Bauchschilde, Weibchen 197 bis 227. Dahinter schließen sich 95 bis 125 paarig angeordnete Unterschwanzschilde an. Nach dem Rostralschild schließen sich acht Supralabialia an. Vor dem Auge befindet sich eine Schuppe (Präoculare). Nach einer Präsubocularen grenzen die Supralabialia direkt an das Auge.

### Ähnliche Arten
Die Gelbgrüne Zornnatter hat starke Ähnlichkeit zur Balkan-Zornnatter und die Verbreitungsgebiete überschneiden sich im nördlichen Balkan. Allerdings ist die Gelbgrüne Zornnatter dort stets schwarz gefärbt und nicht gelb gesprenkelt. Außerdem kann sie anhand der größeren Anzahl an Bauchschuppen unterschieden werden.
Ähnlichkeiten bestehen außerdem zur Balkan-Springnatter, allerdings überschneiden sich die Verbreitungsgebiete nicht. Weitere Ähnlichkeiten bestehen zur Hufeisennatter, zur Algerischen Zornnatter und zu den Schlangen der Gattung Elaphe, die allerdings typische Zeichnungsmerkmale und mehr Rückenschuppenreihen besitzen.

## Lebensraum und Verbreitung

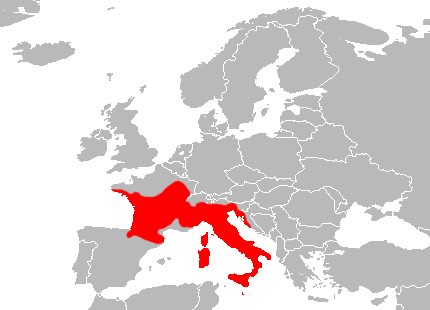
Verbreitungsgebiet der Gelbgrünen Zornnatter

Die Gelbgrüne Zornnatter bewohnt trockenes, offenes Gelände mit Bewuchs. So kann sie in der Macchie, in lockerem Baumbestand, in Heideflächen, trockenen Flusstälern, ländlichen Gärten, Steinmauern und Ruinen bis in Höhen von 1500 Metern, selten bis 2000 Meter, vorkommen. Speziell in den höheren und kühleren Teilen des Verbreitungsgebiets bevorzugt die Gelbgrüne Zornnatter Geländekanten wie etwa Hecken, Trockenmauern oder die Übergänge zwischen unterschiedlichen Habitatarten. Vermutlich kann die Schlange dort ihren Wärmehaushalt optimal regulieren, worauf sie als aktiver Jäger angewiesen ist. Da in Mittelitalien geeignetere klimatische Bedingungen vorherrschen, ist die Gelbgrüne Zornnatter dort weit weniger an Kanten orientiert, sondern lebt genauso häufig im Grasland. Hier meidet sie nur Feuchtgebiete und landwirtschaftlich genutzte Flächen, dies aber vor allem aus Gründen fehlender Beutetiere oder geeignetem Unterschlupf.
Ihr Verbreitungsgebiet erstreckt sich vom westlichen Frankreich über die südliche Schweiz, fast ganz Italien bis in den Südwesten Sloweniens und das nördliche Kroatien. Sie kommt auch auf den Mittelmeerinseln Korsika, Sardinien, Sizilien, Elba, Malta und Krk vor – wird jedoch auch auf den Elaphiten zuweilen gesichtet.
In Deutschland kommen sie zu hunderten auf einer Mülldeponie in Zweibrücken vor. Vermutlich wurden hier lebende trächtige Tiere mit dem Müll entsorgt. Seitdem vermehren sie sich dort und sorgen unter anderem durch die Jagd auf gefährdete Eidechsen für Probleme. Die Tiere werden händisch von einem Mitarbeiter der Deponie eingefangen. In neun Jahren wurden etwa 300 Schlangen gefangen. Diese werden an erfahrene Halter vermittelt.

## Lebensweise

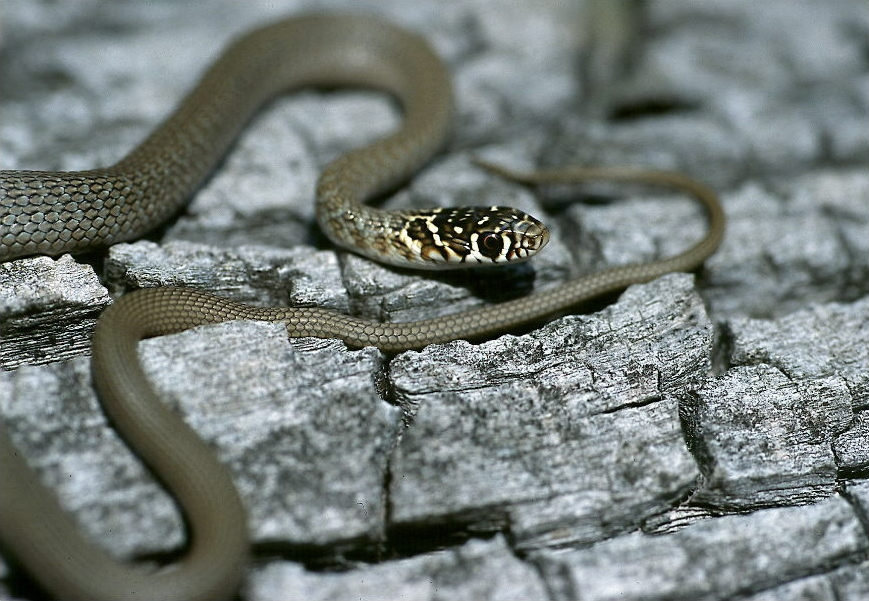
Jungtier

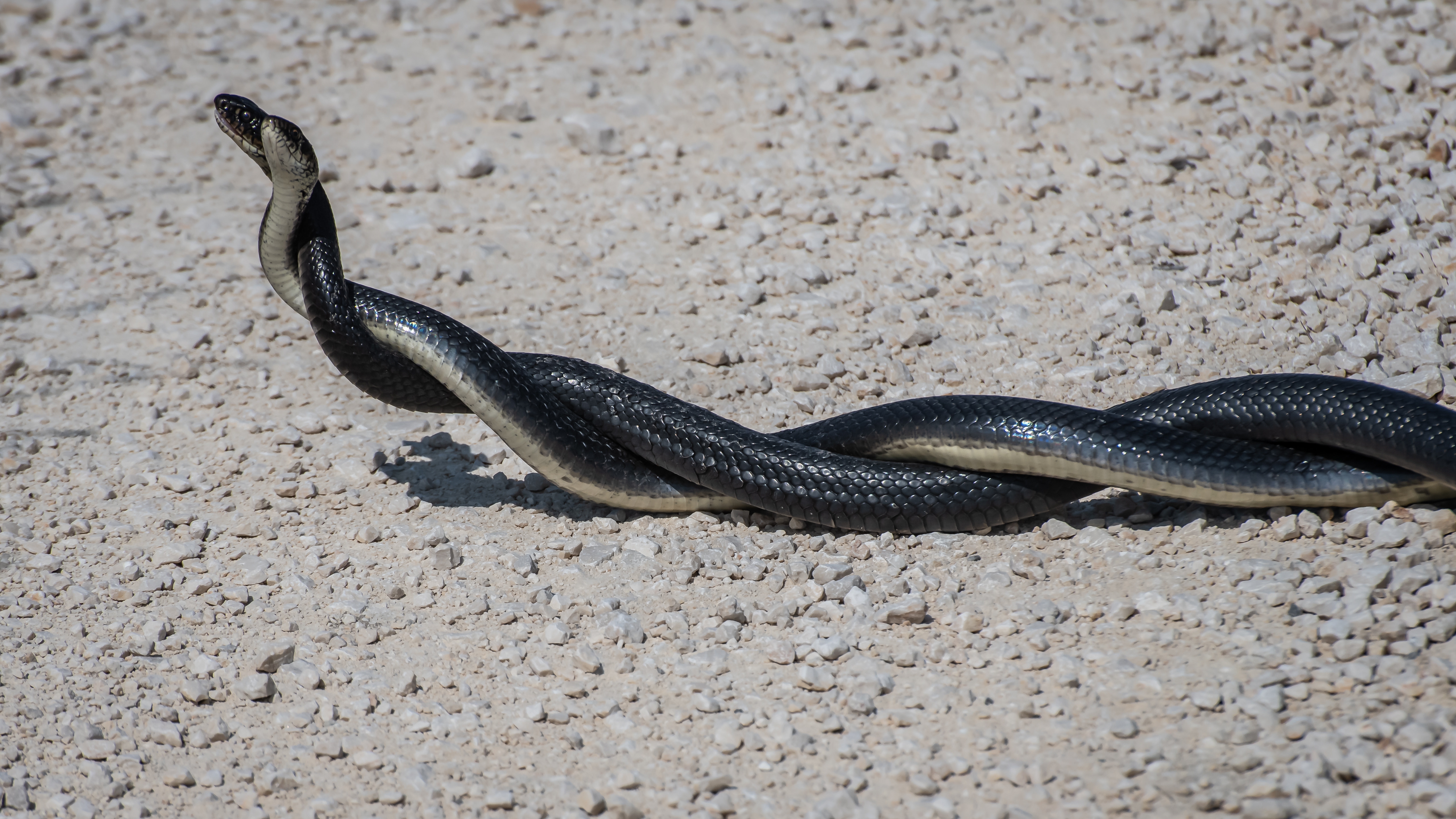
Paarung

Die Gelbgrüne Zornnatter ist tagaktiv; wird sie gestört, flieht sie rasch. Sie ist hauptsächlich bodenlebend, kann aber auch gut klettern und wenn nötig, etwa auf der Flucht, sogar tauchen. Die Zornnatter überwintert – manchmal in kleinen Gruppen – in Felsspalten oder in Höhlen von Säugetieren. Im Frühling legt sie teils große Strecken zum Sommerquartier zurück. Dort hält sie sich in einem relativ beschränkten Bereich auf (durchschnittlich 3000 m² in Teilen Italiens). Die Anzahl der Sommermonate, in denen die Schlange aktiv ist, schwankt je nach den klimatischen Bedingungen vor Ort: Während eine Population im kühleren französischen Chizé circa sieben Monate Aktivität zeigt, erreichen Populationen im Süden Italiens nahezu zehn Monate.
In der Zeit nach der Winterruhe bis etwa Mitte Mai findet die Paarung statt. Geschlechtsreif werden die Tiere ungefähr zwischen dem sechsten und achten Lebensjahr. Zu diesem Zeitpunkt haben sie ungefähr 60 % ihrer maximalen Körpergröße in freier Wildbahn erreicht. Die meisten anderen Schlangenarten erreichen die Geschlechtsreife bei ungefähr 70 % ihrer maximalen Körpergröße (insgesamt liegt dieser Wert zwischen 60 und 75 %), wobei größere Schlangenarten typischerweise am unteren Rand dieses Bereichs geschlechtsreif werden. Männchen führen in der Paarungszeit Kommentkämpfe durch, indem sie sich mit dem Schwanz schlagen. Auf der Suche nach Weibchen legen sie bis zu drei Kilometer zurück. Im Juni oder Juli legt das Weibchen unter Steinen oder Totholz ein Gelege mit 4–15 länglichen Eiern (in Italien meist 4–7), aus dem die 20–25 cm langen Jungtiere dann sechs bis acht Wochen später schlüpfen. Diese ernähren sich hauptsächlich von kleinen Eidechsen und Grashüpfern.
Die Gelbgrüne Zornnatter ernährt sich bevorzugt von Eidechsen. Außerdem werden noch Mäuse, kleinere Reptilienarten, Vögel, Schnecken und Insekten erbeutet. Die Beute wird lebend verschlungen. Die Gelbgrüne Zornnatter ist ein flinker Jäger, die ihre Beute meist verfolgt anstatt auf sie zu lauern.
Die Gelbgrüne Zornnatter bevorzugt eine Körpertemperatur von 27,5–31,0 °C. Diese im Vergleich beispielsweise zur Äskulapnatter (21,5–25,5 °C) relativ hohe Temperatur ist der aktiven Jagd geschuldet. Um diese Temperatur zu erreichen, betreibt die Gelbgrüne Zornnatter aktive Thermoregulation, sucht also exponierte Plätze, um sich zu sonnen, auch wenn dies eine erhöhte Gefahr bedeutet, angegriffen zu werden.

## Systematik
Die wissenschaftliche Erstbeschreibung der Nominatform Hierophis viridiflavus viridiflavus erfolgte 1789 durch La Cépède als Couleuvre verte et jaune. Die Terra typica ist Südfrankreich. Die Unterart Hierophis viridiflavus carbonarius wurde 1833 von Bonaparte als Coluber viridiflavus carbonarius beschrieben. Während unter anderem Schätti und Vanni 1986 die Unterscheidung der Unterarten für nicht gerechtfertigt hielten, deuten molekulargenetische Untersuchungen auf die Korrektheit der Unterscheidung der beiden Unterarten hin: Die Nominatform H. v. viridiflavus lebt im westlichen Teil des Verbreitungsgebiets in Frankreich, der Schweiz und an der Westküste Italiens während, abgetrennt durch die Alpen und den Apennin, H. v. carbonarius die östliche Populationsgruppe beschreibt.
Die Gattung Coluber umfasste Schlangenarten aus Europa, Asien und Nordamerika, die sich auf Grund des für die Jagd auf flinke Beute wie Eidechsen spezialisierten Körperbaus sehr ähneln. Entsprechend wurde auch die Gelbgrüne Zornnatter zur Gattung Coluber gerechnet, bis molekularbiologische Untersuchungen zu einer Aufspaltung der Gattung Coluber führten. Zusammen mit der Balkan-Zornnatter und Hierophis spinalis bildet sie nun die Gattung Hierophis.
Die Population auf der griechischen Insel Gyaros wurde zunächst unter Coluber gemonenis gyarosensis als Unterart der Balkan-Zornnatter beschrieben. 1993 wurden sie von Böhme unter dem Namen Gyaros-Pfeilnatter (Coluber gyarosensis) auf Artniveau gehoben. Utiger und Schätti haben 2004 gezeigt, dass die Population auf Gyaros Gelbgrüne Zornnattern sind.

## Gefährdung und Schutz
Auch wenn die Gelbgrüne Zornnatter auf der Roten Liste der IUCN als ungefährdet („Least Concern“, LC) eingestuft ist, ist sie doch in einigen Gegenden selten geworden, so ist sie etwa in der Schweiz auf Grund des kleinen Verbreitungsgebiets streng geschützt. Auch in Deutschland ist sie durch das Bundesnaturschutzgesetz streng geschützt. Die Gelbgrüne Zornnatter ist in Anhang IV der FFH-Richtlinie sowie im Anhang II der Berner Konvention geführt. Daher ist es in der Europäischen Union unter anderem verboten, die Tiere zu stören, zu fangen, zu töten und zu handeln.